# Dals-Ed község
Dals-Ed község (svédül: Dals-Eds kommun) Svédország 290 községének egyike. 
A mai község 1971-ben jött létre.

## Települései
A községben 3 település található:
| Település | Népesség | Megjegyzés         |
| --------- | -------- | ------------------ |
| Ed        |          | a község székhelye |
| Håbol     |          |                    |
| Nössemark |          |                    |

## Külső hivatkozások
- Hivatalos honlap